# De Soto (Metro de Los Ángeles)
De Soto es una estación de autobuses de tránsito rápido en la línea G del Metro de Los Ángeles y es administrada por la Autoridad de Transporte Metropolitano del Condado de Los Ángeles. Se encuentra localizada en Woodland Hills, en el Valle de San Fernando. El estación es cerca de Victory Blvd y De Soto Ave.

## Conexiones de autobús
- Metro Local: 164, 244[3]
- Santa Clarita Transit: 796[4]